# 時は立ちどまらない
『時は立ちどまらない』（ときはたちどまらない）は、2014年（平成26年）2月22日（土曜）の21:00 - 23:06（JST）にテレビ朝日系列で放送されたスペシャルドラマ。テレビ朝日開局55周年記念ドラマ。視聴率14.7%（関東地区・ビデオリサーチ調べ）。

## あらすじ
東北のとある海沿いの街に住む2つの家族。高台の家に住む西郷家と、漁師の家である浜口家。浜口家の長男・修一と西郷家の長女・千晶の結婚で一緒になるはずの2組の家族を東日本大震災の津波が襲った。西郷家は被害を免れ、浜口家は津波で家と家族を失う。2組の家族の運命の歯車が大きく狂い始める。

## キャスト

### 西郷家
西郷 良介（さいごう りょうすけ）
演 - 中井貴一
地元の信用金庫の支店長
西郷 麻子（さいごう あさこ）
演 - 樋口可南子
良介の妻
西郷 千晶（さいごう ちあき）
演 - 黒木メイサ
長女。市役所に勤務
西郷 奈美（さいごう なみ）
演 - 吉行和子
良介の母

### 浜口家
浜口 克己（はまぐち かつみ）
演 - 柳葉敏郎
地元の漁師
浜口 吉也（はまぐち きちや）
演 - 橋爪功
克己の父。漁師
浜口 正代（はまぐち まさよ）
演 - 岸本加世子
克己の妻
浜口 いく（はまぐち いく）
演 - 倍賞美津子
克己の母
浜口 修一（はまぐち しゅういち）
演 - 渡辺大
克己の長男。父の跡を継ぎ、漁師になる
浜口 光彦（はまぐち みつひこ）
演 - 神木隆之介
克己の次男。高校生

### その他
新井康弘、大島蓉子、前田旺志郎、阿部亮平、おかやまはじめ、加藤満、池田良、白井晃、鈴木一功、森下亮、池田道枝、平賀雅臣、わかばかなめ、丸岡奨詞、高間智子、原金太郎、森康子、伊佐美紀

## スタッフ
- 作 - 山田太一
- 音楽 - 沢田完
- 監督 - 堀川とんこう
- ロケ協力 - 岩手県、宮古市、宮古信用金庫、君津市、君津市立大和田小学校、旭市、鴨川市、きみつフィルムコミッション、高萩フィルムコミッション、さがみはらフィルムコミッション　ほか
- 方言指導 - 菊池伸枝、三田村慎
- 技術協力 - フォーチュン、アップサイド
- 美術協力・CG - テレビ朝日コーポレートデザインセンター、テレビ朝日クリエイト、4d
- スタジオ - 緑山スタジオ・シティ
- 取材協力 - 岩手県下閉伊郡田野畑村の皆様、宮古市の皆様
- 映像提供 - 岩手朝日テレビ、東日本放送、福島放送、北陸朝日放送、山口朝日放送
- チーフプロデューサー - 五十嵐文郎
- ゼネラルプロデューサー - 内山聖子
- プロデューサー - 飯田爽、内堀雄三、元信克則
- 制作協力 - ユニオン映画
- 製作著作 - テレビ朝日

## 受賞
- 第51回（2013年）ギャラクシー賞テレビ部門優秀賞[3]
- 放送人グランプリ2014グランプリ[2]
- 第40回放送文化基金賞・テレビドラマ番組最優秀賞（番組部門）[4]
- 平成26年日本民間放送連盟賞・テレビドラマ番組優秀賞（番組部門）[5]
- MIPCOM BUYERS'AWARD for Japanese Drama・グランプリ[6]
- 東京ドラマアウォード2014・作品賞・グランプリ（単発ドラマ部門）[7]
- 第19回アジア・テレビジョン賞2014・最優秀賞 （単発ドラマ・テレビ映画番組部門）[8]
- 2014年度芸術祭賞大賞（テレビ・ドラマ部門）[9]